# LEDE
LEDE（Linux Embedded Development Environment）は過去に存在したLinuxディストリビューションの一つ。

## 解説
OpenWrtのプロジェクト運営が閉鎖的なことに不満を持った開発者たちが2016年に結成したプロジェクトでOpenWrtのフォーク。OpenWrtと同じく主にwifiルータを対象とした組み込みLinuxで自由度の高い設定を可能にする。
　2018年にOpenWrt側が譲歩してプロジェクト運営にLEDE側の要求を取り入れる代わりに統合後の名称をOpenWrtとすることで両者が合意し、LEDEとOpenWrtが再統合した。LEDEの成果はOpenWrtにマージされLEDEは終了した。